# Ausobskya brevipes
Ausobskya brevipes is een hooiwagen uit de familie Phalangodidae. De wetenschappelijke naam van Ausobskya brevipes gaat terug op Thaler, 1996.